# Neiokõsõ
Neiokõsõ was een Estische meidengroep die voor het Eurovisiesongfestival van 2004 was samengesteld. De groepsleden waren de zussen Anu en Triinu Taul, Diana Põld, Astrid Böning, Kadri Uutma.
Neiokõsõ nam voor Estland deel aan het Eurovisiesongfestival 2004 in Istanboel met het lied Tii (Weg), bijgestaan door de  drummer Peeter Jõgioja. Het lied werd gezongen in het Võro, een Ests dialect. Er werd gezegd dat ze zich inspireerden op de Belgische groep Urban Trad die het jaar daarvoor nog tweede eindigde op het songfestival. Neiokõsõ had echter niet zoveel succes, want de groep eindigde elfde in de halve finale en miste daardoor nipt de finale. Kort na het songfestival hield de groep op te bestaan.
1994: Silvi Vrait · 
1996: Ivo Linna & Maarja-Liis Ilus · 
1997: Maarja-Liis Ilus · 
1998: Koit Toome · 
1999: Evelin Samuel & Camille · 
2000: Ines · 
2001: Tanel Padar, Dave Benton & 2XL · 
2002: Sahlene · 
2003: Ruffus · 
2004: Neiokõsõ · 
2005: Suntribe · 
2006: Sandra Oxenryd · 
2007: Gerli Padar · 
2008: Kreisiraadio · 
2009: Urban Symphony · 
2010: Malcolm Lincoln · 
2011: Getter Jaani · 
2012: Ott Lepland · 
2013: Birgit Õigemeel · 
2014: Tanja · 
2015: Elina Born & Stig Rästa · 
2016: Jüri Pootsmann · 
2017: Koit Toome & Laura · 
2018: Elina Netsjajeva · 
2019: Victor Crone · 
2021: Uku Suviste · 
2022: Stefan · 
2023: Alika · 
2024: 5miinust & Puuluup · 
2025: Tommy Cash